# Аносов, Николай Павлович
Николай Павлович Аносов (5 [17] февраля 1900, Борисоглебск — 2 декабря 1962, Москва) — советский дирижёр, педагог, историк и теоретик дирижирования. Заслуженный деятель искусств РСФСР (1951).

## Биография
Аносов родился в семье управляющего отделением Волжско-Камского банка. Начал заниматься музыкой с четырёхлетнего возраста. В 1920-е гг. брал уроки композиции у А. Н. Александрова, однако завершил музыкальное образование лишь в 1943 году, окончив экстерном композиторский факультет Московской консерватории. В 1919 вступил добровольцем в Красную Армию, в составе которой в 1921 участвовал в подавлении Кронштадтского мятежа.
Дебютировал как дирижёр в 1930 на Всесоюзном радио (дирижировал радиопостановкой оперы «Орфей» К. В. Глюка), в оперном секторе которого работал до 1938. Концертно-исполнительскую деятельность начал как главный дирижёр оркестра Ростовской филармонии (1938—1939) и Бакинской филармонии (1939—1940). Кроме того, в эти годы он преподавал в Азербайджанской консерватории. C 1940 до конца жизни преподавал оперно-симфоническое дирижирование в Московской консерватории, в 1949-56 был заведующим кафедрой оперно-симфонического дирижирования, с 1951 года — профессор; среди учеников его сын Геннадий Рождественский, Вероника Дударова и Альгис Жюрайтис. В годы Великой Отечественной войны возглавлял Фронтовой музыкальный театр ВТО.
В 1948-51 главный дирижёр Симфонического оркестра Московской областной филармонии (ныне Московский государственный академический симфонический оркестр). В 1950-е гг. дирижировал ведущими советскими оркестрами. Гастролировал в Польше, Венгрии, Чехословакии, ГДР, КНР, Бельгии, Италии, Великобритании и др.
Николай Павлович дирижировал большим количеством произведений, быстро овладевая особенностями любой партитуры, активно пропагандировал зарубежную музыку XX века и русскую музыку XVIII—XIX веков (в 1931 дирижировал премьерой оперы «Женитьба» М. П. Мусоргского в редакции М. М. Ипполитова-Иванова). Его концертные программы отличались большим стилистическим разнообразием (например, концерты американской музыки в 1944, в программу которых в том числе вошла премьера Пятой симфонии Р. Харриса).
Н. П. Аносов занимался историей дирижирования, формулировкой основ дирижёрской техники. В преподавание ввёл понятие «дирижёрской аппликатуры» (выбор при тактировании той или иной счётной доли — половинной, четверти, четверти с точкой и т. д. — в зависимости от интерпретации «метрической идеи»), актуальное не только для симфонических, но и для оперных и хоровых дирижёров. Разработка этой темы продолжена в книге Г. Н. Рождественского «Дирижерская аппликатура» (Л., 1974). Аносову принадлежит «Практическое руководство по чтению симфонических партитур» (М-Л., 1951), которая среди прочего содержит ценные рекомендации по расшифровке цифрованного баса. Свободно владел немецким языком, читал на английском и французском языках. Перевёл на русский язык книги «О дирижировании» Г. Вуда (М., 1958) и «Я — дирижёр» Ш. Мюнша (М., 1960), перевёл и прокомментировал статью И. П. Тильмана о додекафонном методе композиции («Советская музыка», 1958, № 11), статьи «Об искусстве дирижирования в наши дни» и «Органный пункт» И. Маркевича и мн. др.
Похоронен на Новодевичьем кладбище.

## Дискография
Основная часть аудиозаписей Аносова не опубликована (хранится в архиве Гостелерадио). Среди опубликованных
- Аренский. Концерт для скрипки с оркестром (М. Лубоцкий; Мелодия СМ-03735-6)
- Аренский. Сюита № 1 соль минор, op. 7 (Мелодия Д-2370-1)
- Балакирев. Увертюра на темы трех русских песен (Monopole)
- Барток. Концерт № 3 для фортепиано с оркестром (Т. Николаева; Мелодия Д-03176-7)
- Бизе. Арлезианка (первая и вторая сюиты; ВСГ 33Д-8619-20)
- Бунин. Концерт для альта с оркестром (Р. Баршай; Мелодия Д-5956-57)
- Галынин. Сюита для струнного оркестра (Monopole)
- Глазунов. Концерт для скрипки с оркестром (Мелодия М10 46539 006)
- Глазунов. Песнь трубадура; Мелодия, op. 20 № 1 (М. Ростропович; Д-10072)
- Григ. Норвежские танцы (подборка; Мелодия Д-02578-79)
- Дворжак. Симфония № 9 (Мелодия/ВСГ 33Д-010805)
- Кабалевский. Симфонические фрагменты из оперы «Кола Брюньон» (?)
- Кабалевский. Симфония № 2 (Мелодия Д-1546-7)
- Калинников. Интермеццо № 1, 2 (Мелодия Д-2826-7)
- Прокофьев. Симфония № 7 (Arlecchino ARL 113—114)
- Прокофьев. Ромео и Джульетта. Первая и вторая сюиты (Мелодия, Д-3727)
- Рахманинов. Концерт № 2 для фортепиано с оркестром (Л. Оборин; SMC CD 0183/0091)
- Рахманинов. Концерт № 3 для фортепиано с оркестром (В. Мержанов; Vista Vera VVCD-97015)
- Римский-Корсаков. Шехеразада (Multisonic 31 0186-2)
- Сибелиус. Концерт для скрипки с оркестром (Ю. Ситковецкий; Supraphon MM 1076-77)
- Сибелиус. Симфония № 1 (Arlecchino ARL 113—114)
- Чайковский. Концерт № 2 для фортепиано с оркестром (Т. Николаева; Мелодия Д 0749-50)
- Чайковский. Меланхолическая серенада, op. 26; скрипичная музыка (Г. Баринова; ВСГ 33Д-9878)
- Чайковский. Франческа да Римини (?)
- Чайковский-Глазунов. Воспоминания дорогого места, op. 42 (SMC CD 0059)
- Щедрин. Симфония № 1 (Мелодия 33СМ-02723-4)

## Награды
- орден Трудового Красного Знамени (28.12.1946).
- медаль «За трудовую доблесть» (17.11.1949)[4].